# Semiothisa bupalaria
Semiothisa bupalaria là một loài bướm đêm trong họ Geometridae.